# Shinri Suzuki
Shinri Suzuki (jap. 鈴木 真理, Suzuki Shinri; * 25. Dezember 1974 in Ninomiya) ist ein ehemaliger japanischer Radrennfahrer und späterer Sportlicher Leiter.

## Sportliche Laufbahn
Shinri Suzuki gewann 2001 jeweils eine Etappe bei der Tour de Korea und bei der Tour de Hokkaidō. Insgesamt entschied er bis 2013 acht Etappen bei verschiedenen asiatischen Rundfahrten für sich. 2002 wurde er japanischer Meister im Straßenrennen, und 2003 war er auf einem Teilstück der Vuelta a las Americas erfolgreich. In der Saison 2003 und 2004 gewann Suzuki das Straßenrennen der Asienmeisterschaften. Im selben Jahr startete er bei den Olympischen Spielen im Straßenrennen, kam aber nicht im Ziel an. Bis 2017 entschied er mehrere Etappen von Rundfahrten für sich, unter anderem zwei Etappen der Tour of Japan.
Nach dem Ende seiner aktiven Radsportlaufbahn nahm er eine Tätigkeit als Sportlicher Leiter auf, so 2023 für das Team Saitama Nasu SunBrave.

## Erfolge
2001
- eine Etappe Tour de Korea
- eine Etappe Tour de Hokkaidō

2002
- eine Etappe Japan-Rundfahrt
- eine Etappe Tour de Hokkaidō
- Japanischer Meister – Straßenrennen

2003
- Asienmeister – Straßenrennen

2004
- Asienmeister – Straßenrennen
- eine Etappe Japan-Rundfahrt

2008
- eine Etappe Tour de Korea-Japan

2009
- eine Etappe Tour de Taiwan
- eine Etappe Tour de Hokkaidō

2010
- eine Etappe Tour of Japan